# Manabu Namiki
Manabu Namiki (並木 学 Namiki Manabu?, 13 de septiembre de 1971) es un compositor de videojuegos Japonés que principalmente trabaja en el género de los Matamarcianos. Ha trabajado en compañías como Allumer, NMK, Raizing (Battle Garegga, Armed Police Batrider) y Cave (DoDonpachi Dai-Ou-Jou, Ketsui). También apareció en beatmania IIDX DistorteD CS de Konami con una composición titulada "Shoot 'Em all" y en Phantasy Star Online Episode I & II Premium Arrangement de Sega con una recomposición de "The Frenzy Wilds" originalmente de Fumie Kumatani. También ha compuesto música para Metal Slug 6 y Trauma Center: Under the Knife 2.
En octubre de 2002, Namiki, Hitoshi Sakimoto, y Masaharu Iwata fundan Basiscape. El trío había trabajado para NMK para la producción de sonido bajo el título "Santarou" antes del empleo , así que empezó a tomar el mando de Santaruru cuando aparecían en la escena chiptune y actuó en vivo en el Japan Chiptune Tour 2004. En la actualidad compone para Basiscape.

## Discografía
- Super Space Fortress Macross (1992)
- Thunder Dragon 2 (1993)
- Bomb Jack Twin (1993)
- Super Space Fortress Macross II (1993)
- America Oudan Ultra Quiz 4 (1993)
- Quiz Panicuru Fantasy (1994)
- Zed Blade (1994)
- P-47 Aces (1995)
- Desert War (1995)
- Battle Garegga (1996)
- Bloody Roar (1997) - con Atsuhiro Motoyama, Kenichi Koyano, Hitoshi Sakimoto, Masaharu Iwata, y Tomoko Miyagi
- Shinshuku Taisen: It's a Noni! (1997)
- Armed Police Batrider (1998) - con Kenichi Koyano y Hitoshi Sakimoto
- Bloody Roar 2 (1999) - con Masaharu Iwata, Kenichi Koyano, y Jin Watanabe
- Brave Blade (2000)
- DokiDoki Sasete!! (2001)
- DoDonPachi Dai Ou Jou (2002)
- Digital Monsters: D Project (2002)
- Digi Charat: Digi Communication (2002)
- Ketsui: Kizuna Jigoku Tachi (2003)
- DoDonPuchi Zero (2003)
- Bike Banditz (2003)
- Mushihimesama (2004) - con Masaharu Iwata
- Digi Communication 2 in 1 Datou! Black Gemagema Dan (2004) - con Masaharu Iwata y Kenichi Koyano
- Battle B-Daman (2004) - con Kenichi Koyano, Kimihiro Abe, y Masaharu Iwata
- Kuusen II (2004) - con Masaharu Iwata
- Fullmetal Alchemist: Dream Carnival (2004) - con Masaharu Iwata y Mitsuhiro Kaneda
- Espgaluda II (2005) - con Mitsuhiro Kaneda
- Jikuu Bouken Zentrix (2005) - con Masaharu Iwata
- Bleach: Heat the Soul (2005) - con Mitsuhiro Kaneda y Yoshihiro Kanata
- Bleach: Heat the Soul 2 (2005) - con Mitsuhiro Kaneda, Kimihiro Abe, y Hitoshi Sakimoto
- Zoids: Full Metal Crash (2005) - con Masaharu Iwata, Mitsuhiro Kaneda, Hitoshi Sakimoto, Kimihiro Abe, y Yasushi Asada
- Metal Slug 6 (2006) - con Mitsuhiro Kaneda
- Mushihimesama Futari (2006) - con Kimihiro Abe
- Battle Stadium D.O.N (2006) - con Kimihiro Abe, Kenichi Koyano, Masaharu Iwata, y Mitsuhiro Kaneda
- Sega Ages 2500 Vol. 28 Tetris Collection (2006) - con Kimihiro Abe
- Digimon Savers: Another Mission (2006) - con Hitoshi Sakimoto y Masaharu Iwata
- Fantasy Earth: Zero (2006) - con Kenichi Koyano, Hitoshi Sakimoto, y Masaharu Iwata
- Bleach: Heat the Soul 3 (2006) - con Mitsuhiro Kaneda, Kimihiro Abe, y Masaharu Iwata
- Deathsmiles (2007)
- Shijou Saikyou no Deshi Kenichi: Gekitou! Ragnarok Hachikengou (2007) - con Noriyuki Kamikura
- Odin Sphere (2007) - con Hitoshi Sakimoto, Masaharu Iwata, Kimihiro Abe, y Mitsuhiro Kaneda
- Beatmania IIDX 13: DistorteD (PlayStation 2 version) (2007) - "Shoot 'Em All"
- Bleach: Heat the Soul 4 (2007) - con Mitsuhiro Kaneda y Kimihiro Abe
- Twinbee Portable (2007)
- Eyeshield 21: Field Saikyou no Senshi Tachi (2007)
- Opoona (2007) - con Hitoshi Sakimoto, Masaharu Iwata, Mitsuhiro Kaneda, Kimihiro Abe, y Noriyuki Kamikura
- Doraemon Wii: Himitsu Douguou Ketteisen! (2007)
- Konami Arcade Collection (2007)
- Namco Museum DS (2007)
- Fate/unlimited codes (2008)
- Do-Don-Pachi Dai-Fukkatsu (2008)
- Trauma Center: Under the Knife 2 (2008)
- Gradius ReBirth (2008)
- Contra ReBirth (2009)
- Castlevania: The Adventure ReBirth (2009)
- exA-Arcadia (2019) - Jingle oficial del logotipo
- GG Aleste 3 (2020)